# Ngore Sarr
Ngore Sarr, souvent orthographié Ngor Sarr, est un footballeur international sénégalais né le 21 février 1964 à Podor (Sénégal) et mort accidentellement le 23 décembre 1992 à Sermoise-sur-Loire (Nièvre, France).

## Biographie

### Attaquant vedette au Sénégal
Fraîchement issu des navétanes, des compétitions informelles de quartier très populaires au Sénégal, il remporte en 1986 la Coupe du Sénégal avec l'AS Douanes qui évoluait alors en D2, en marquant à l'ultime minute le but vainqueur sur penalty, et participe à la Coupe d'Afrique des Vainqueurs de Coupe 1987 (CAVC), chutant face à l'ASEC Abidjan à l'issue des prolongations. Lors de cette confrontation, l'entraîneur de l'ASEC Mangué Cissé, père de Djibril Cissé, fut subjugué par Ngor Sarr, qui « planait au-dessus de ses partenaires et adversaires », soulignant qu'à lui seul il avait failli les éliminer et considérant qu'il était un des meilleurs footballeurs sénégalais de tous les temps, sachant tout faire avec un ballon. « C'est le joueur moderne. Doué techniquement et très fort tactiquement », disait-il de lui.
Sélectionné 18 fois avec l'Équipe du Sénégal, évoluant au poste d'avant-centre, il participe aux éliminatoires de la CAN 1988 avec l'équipe du Sénégal aux côtés de Jules Bocandé, Thierno Youm et Roger Mendy, marquant notamment face à la Guinée. En août 1987, il dispute avec sa sélection la quatrième édition des Jeux Africains qui se déroule au Kenya.

### Carrière en France
Repéré par le Stade lavallois, il y signe après un essai convaincant un contrat professionnel de deux ans en juillet 1988. Il dispute dix matches en Division 1 sous les ordres de Michel Le Milinaire, marquant un but, et joue une grande partie de la saison avec l'équipe réserve en D3, y inscrivant quatre buts,. 
Ne se plaisant plus à Laval et placé sur la liste des transferts, il résilie son contrat à l'intersaison 1989 pour signer à l'Olympique Argentan en Division d'honneur. Il conquiert dès les premiers matches amicaux le public par ses dribbles et son élégance, et termine à deux reprises deuxième meilleur buteur de son groupe en 1990 et 1991 avec treize buts. Après des contacts avec le SM Caen, il retrouve le niveau national en signant à Nevers en D3 en juin 1991.
Il meurt accidentellement le 23 décembre 1992, dans un accident de voiture à Sermoise-sur-Loire (Nièvre).

## Clubs Successifs
- 1985-1988 :  AS Douanes (D2 Sénégalaise)
- 1988-1989 :  Stade lavallois (D1)
- 1989-1991 :  Olympique Argentan (DH)
- 1991-1992 :  Nevers (D3)

## Palmarès
- Vainqueur de la Coupe du Sénégal en 1986 avec l'AS Douanes.
- International sénégalais (18 sélections)[4]